# 13-й район: Кирпичные особняки
«13-й район: Кирпичные особняки» (англ. Brick Mansions) — французско-канадский боевик Камиля Деламарра по сценарию Люка Бессона, ремейк фильма «13-й район» (2004). Главные роли исполнили Пол Уокер и Давид Белль.
Премьера состоялась 23 апреля 2014 года во Франции, 8 мая — в России. Фильм посвящён памяти Пола Уокера, погибшего в автокатастрофе за пять месяцев до релиза. Это был предпоследний фильм Уокера, за которым последовало его последнее кинопоявление в фильме «Форсаж 7».

## Сюжет
Сюжет повторяет события французского фильма «13 район» и некоторых эпизодов его сиквела — фильма «13-й район: Ультиматум» 2009 года. Изменением является перенос места и времени действия в 2018 год в Детройте. Также в ремейке антагонист переходит на сторону главных героев, тогда как в оригинальном фильме он был убит, не изменяя своих взглядов.

## В ролях
| Актёр            | Роль              |
| ---------------- | ----------------- |
| Пол Уокер        | Дэмиэн Коллиер    |
| Давид Белль      | Лино Дюппре       |
| RZA              | Тремейн Александр |
| Гучи Бой         | К2                |
| Каталина Денис   | Лола              |
| Карло Рота       | Георг Грек        |
| Аиша Исса        | Рейза             |
| Ричард Земан     | майор Рено        |
| Брюс Рэмсей      | мэр               |
| Кваси Сонгуи     | Большой Сесил     |
| Каролина Бартчак | Клара             |
| Джейд Хассун     | Питер             |
| Андреас Апергис  | Берринджер        |
| Тристан Д. Лалла | бандит            |
| Майе Робер       | бандит Йети       |

## Производство
Съёмки фильма начались 30 апреля 2013 года. За съёмки фильма отвечала студия EuropaCorp. Вышел на экраны 8 мая 2014 года.